# Lanterne Rosse (Ribellione dei Boxer)
Le Lanterne rosse erano i gruppi di combattimento femminili organizzati dalle donne dei villaggi a cui non era consentito unirsi ai gruppi maschili durante la rivolta dei Boxer del 1900. Gli abitanti dei villaggi dicevano che queste donne avevano poteri soprannaturali ed erano chiamate a svolgere compiti impossibili per i Boxer maschi.

## Contesto
Diversamente dai ribelli Taiping, ma come molte sette popolari cinesi tra cui quella del Loto Bianco, l'ideologia Boxer proibiva il contatto con le donne. La disciplina dei Boxer nella sua forma più severa non permetteva il contatto sessuale o anche solo lo scambio di uno sguardo con una donna per paura che l'inquinante "yin" della femmina distruggesse il rituale dell'invulnerabilità.
Tuttavia, le donne organizzarono unità parallele: le "Lanterne Rosse" (Hóng dēng zhào) per le più giovani, le "Lanterne Blu" (Lán dēng zhào) per quelle di mezza età, e le "Lanterne Nere" (Hēi dēng zhào) per le anziane. Le Lanterne Rosse andavano dai 12 ai 18 anni, non portavano i capelli alla maniera tradizionale e non si fasciavano i piedi. Indossavano cappotti e pantaloni rossi, cappelli rossi e scarpe rosse, e ognuna portava una lanterna rossa. Si credeva potessero saltare fino al cielo quando agitavano i loro ventagli rossi.
Una canzone popolare diceva:
Carrying a small red lantern,

Woosh, with a wave of the fan

Up they fly to heaven»
Con una lanternina rossa,

Woosh, con un colpo di ventaglio

Volano su nel cielo»

## Attività nel 1900
È difficile trovare resoconti affidabili sulle attività delle Lanterne Rosse. Sono menzionate in racconti di seconda o terza mano, ove compaiono capaci di camminare sull'acqua, volare, incendiare le case dei cristiani e fermare i loro cannoni; poteri che i Boxer maschi non rivendicavano per loro stessi. Ma gli unici buoni resoconti delle loro effettive attività provengono dalla Battaglia di Tientsin, quando hanno curato Boxer feriti e hanno svolto lavori di cucito e pulizia.
Queste giovani donne avevano anche il potere di proteggere i Boxer che stavano combattendo gli invasori. Un ex Boxer ricordò in una storia orale negli anni '50 che "un fratello-discepolo", cioè un compagno Boxer, "avrebbe tenuto un pezzo di corda nella sua mano... e diretto i combattimenti. I Boxers avrebbero combattuto in basso, mentre le Lanterne Rosse avrebbero guardato dall'alto, apparendo sospese nel cielo, non più grandi di un uovo di gallina." Queste Lanterne Rosse potevano lanciare spade nell'aria e mozzare le teste degli invasori, così come rimuovere le viti dai loro cannoni. Quando le Lanterne Rosse si fermavano, potevano inviare le loro anime in battaglia.
Le Lanterne Rosse erano anche famose per i loro poteri curativi. Negli anni '50, una vecchia Lanterna Rossa raccontò un altro stralcio orale di storia riguardante l'anziana "discepola" che poteva entrare in trance, battere le mani in direzione di una persona malata e curarne la malattia. Un'altra Lanterna Rossa, la Santa Madre del Loto Giallo, aveva reputazione di essere in grado di guarire le ferite spruzzandole di acqua pulita e persino di riportare in vita i morti strofinando i loro corpi.
Quando la magia dei Boxer fallì, le donne si presero spesso la colpa. Ad esempio,quando la Chiesa del Salvatore a Pechino resistette a settimane di attacchi portati con esplosivi e fuoco, i Boxers incolparono di questo fallimento le donne cattoliche all'interno, che si diceva si esponessero e agitassero "cose sporche", facendo in modo così che gli spiriti dei Boxer lasciassero i loro corpi. La risposta fu aspettare l'arrivo delle Lanterne Rosse: "Le Lanterne Rosse sono tutte ragazze e giovani donne, quindi non temono le cose sporche".
Negli anni successivi alla sconfitta dei Boxer, gli abitanti dei villaggi si scambiarono storie riguardanti le loro imprese. Uno raccontava che le Lanterne Rosse apparivano negli edifici di Tianjin che gli eserciti Qing non potevano catturare dagli stranieri. Presero i proiettili dai cannoni stranieri nei loro cestini di fiori e li sparsero per incendiare gli edifici, costringendo i soldati francesi e giapponesi alla fuga. Altre storie popolari diffondevano un messaggio egualitario di condivisione della ricchezza in parti uguali e di opposizione alla monarchia. Una di queste racconatava che dopo aver attaccato le Delegazioni Straniere, le Lanterne Rosse diffusero lo slogan di uccidere "un drago, una tigre e trecento arieti". Il drago era l'imperatore, la tigre era il Principe Qing e i trecento arieti erano i funzionari del governo centrale.
Un'altra leggenda riguardava Azure Cloud, una giovane popolana che si diceva fosse in grado di saltare tre metri in aria come un esperto di arti marziali. Lei sviluppò un profondo disprezzo per gli stranieri. La leggenda narra che quando la Spedizione Internazionale entrò a Pechino, lei uccise molti degli invasori. Quando i leader dei Boxer divennero collaboratori e commisero crimini indicibili, Azure Cloud invitò questi traditori per un banchetto. Li denunciò: "Non avrei mai creduto che poteste essere dei tali mostri; è colpa vostra se il paese è sull'orlo del collasso". Quindi li giustiziò facendoli scomparire senza lasciare traccia. Una canzone rurale recitava:
Lighting the path for the people»
Illuminando il sentiero per il popolo»

## Nella leggenda e nella storia
I resoconti storici in Cina menzionavano le Lanterne Rosse solo di passaggio, anche dopo il 1949, quando il movimento dei Boxer fu considerato una patriottica rivolta delle masse. Ma improvvisamente nel 1967, quello delle Lanterne Rosse divenne un tema caldo nei media nazionali cinesi. La Rivoluzione culturale era nella sua fase più radicale, e i gruppi giovanili di studenti radicali, le Guardie Rosse, raggiunsero l'apice del loro fervore. Come loro, le Lanterne Rosse erano rosse, giovani e ribelli, e un gruppo delle Guardie Rosse scelse il nome di "Forza Combattente Lanterna Rossa".
L'opera rivoluzionaria La leggenda della Lanterna Rossa, prodotta da Jiang Qing, moglie di Mao Zedong, non aveva alcun collegamento con il movimento dei Boxer, ma rese popolare le Lanterne Rosse come simbolo rivoluzionario. Una campagna sui giornali ufficiali del Partito mise in evidenza un potenziale collegamento diretto con le Lanterne Rosse del 1900. Gli editoriali ufficiali attaccarono Liu Shaoqi, l'ex secondo in comando di Mao, per il suo odio nei confronti dei Boxer e invitarono le Guardie Rosse a portare avanti lo spirito delle Lanterne Rosse.